# Estació de McMurdo

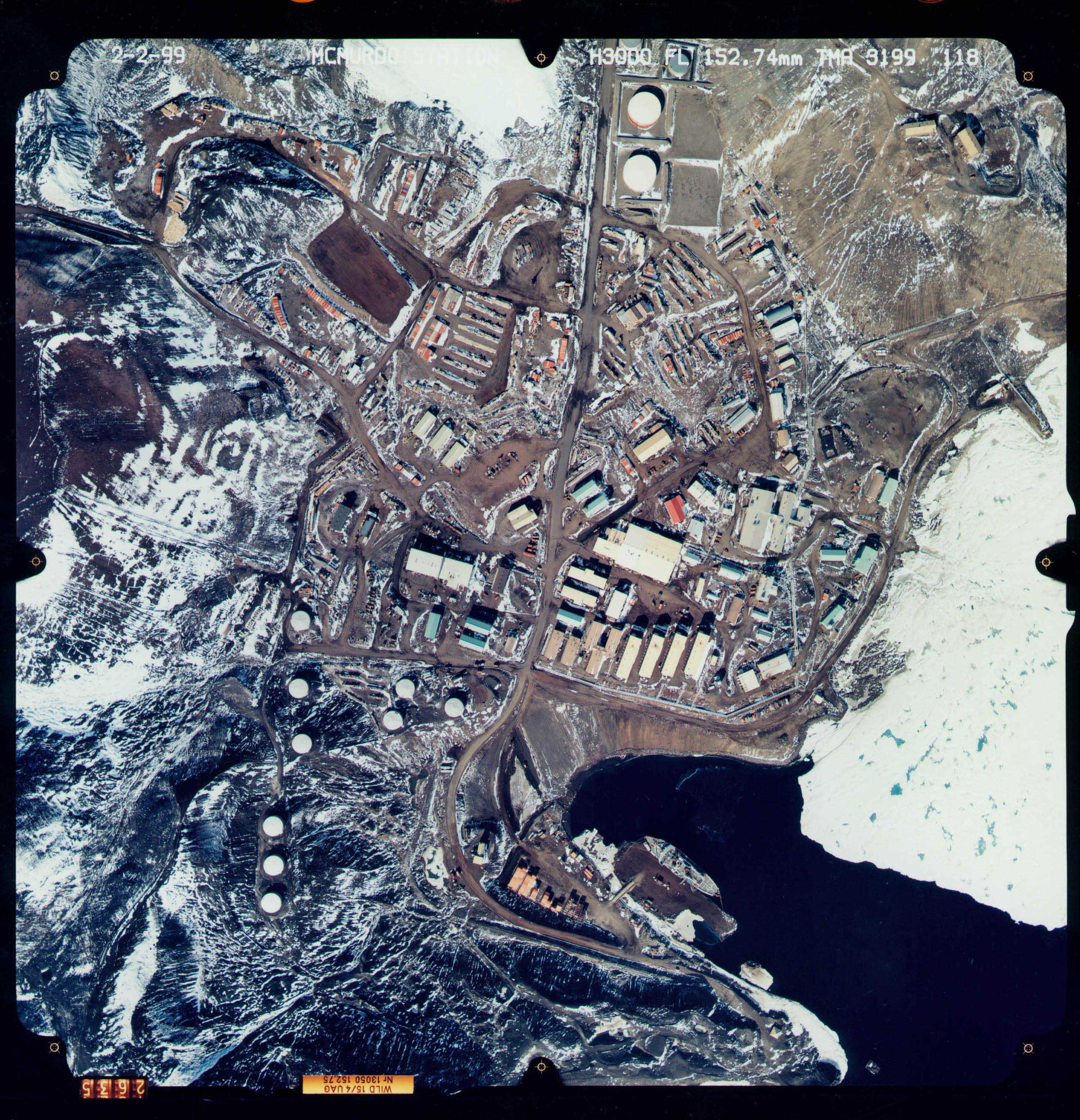
Estació McMurdo des de dalt

L'estació de McMurdo (en anglès: McMurdo Station) és un centre de recerca científica dels Estats Units situat a l'Antàrtida a la punta sud de l'Illa Ross a la costa de l'Estret de McMurdo. Aquesta estació és la comunitat més gran de l'Antàrtida, capaç d'hostatjar 1.258 residents. Tot el personal i les càrregues que es dirigeixen a l'Estació Amundsen–Scott primer passen per McMurdo.

## Història
El nom de l'estació prové del lloctinent Archibald McMurdo del vaixell, de 1813, que va ser el primer a cartografiar la zona el 1841 sota el comandament de James Clark Ross. L'explorador Robert Falcon Scott va ser el primer a establir una base prop d'aquest lloc l'any 1902 i construí el Discovery Hut, que encara existeix. La roca volcànica d'aquest lloc és la terra sense gel més al sud accessible per vaixell a l'Antàrtida. Els Estats Units iniciaren les operacions a McMurdo el 16 de febrer de 1956 amb el nom de Naval Air Facility McMurdo.
McMurdo esdevingué el centre d'operacons científiques i logístiques durant l'Any Geofísic Internacional, un esforç científic que es va estendre des de l'1 de juliol de 1957, al 31 de desembre de 1958. El Tractat Antàrtic regula les relacions intergovernamentals respecte a l'Antàrtida i governa la conducta de la vida diària de McMurdo.
El 3 de març de 1962, es va activar una planta d'energia nuclear per aquesta estació. Per exemple l'energia nuclear es feia servir per destil·lar l'aigua salada i obtenir aigua potable. L'any 1972 es va aturar la producció d'energia nuclear i es va substituir pel gasoil amb el qual també es dessalinitza l'aigua.

## Funció

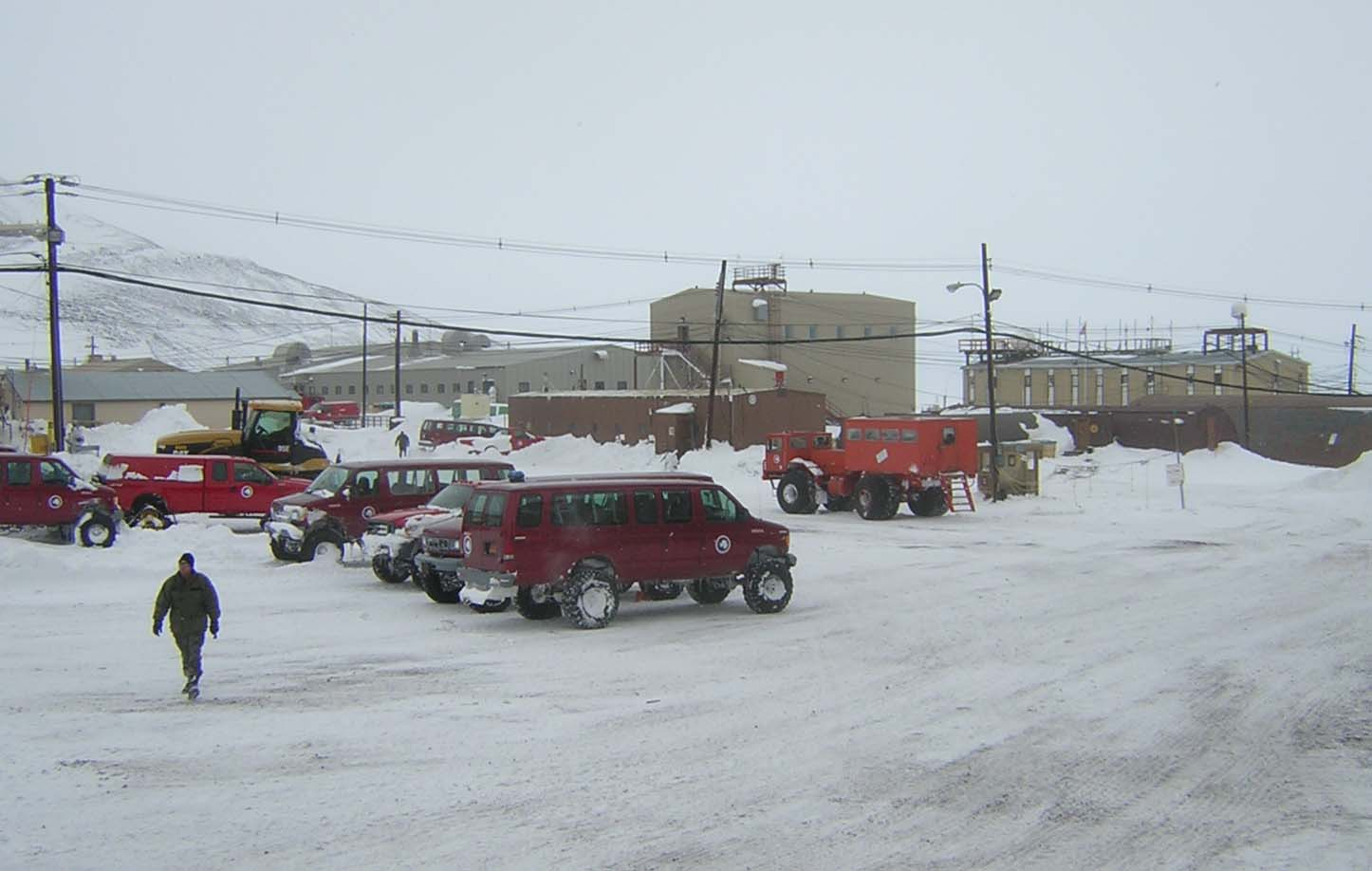
Una escena a l'estació McMurdo

Actualment la funció d'aquesta estació és científica, inclou un port i tres aeròdroms, un heliport i més de 100 edificis incloent el Centre Científic i d'Enginyeria Albert P. Crary. La majoria dels residents no són científics sinó personal de suport operatiu.
L'estació de McMurdo està a uns 3 km de la neozelandesa Base Scott i tota aquesta zona està reclamada per Nova Zelanda. Està prohibida qualsevol activitat respecte als recursos minerals que no sigui estríctament científica. L'estació McMurdo és anomenada informalment "Mac-Town" per part dels seus residents.

## Clima
Tots els mesos de l'any tenen una temperatura mitjana per sota dels 0 °C i per això està classificada (Classificació de Köppen) com clima de casquet polar EF. El gener (estiu) la temperatura mitjana és de - 2,9 i el juliol (hivern) -25,7 °C La precipitació anual és de 202 mm